# Odette Kervorc’h
Odette Kervorc’h ou Odette Ester, née à Bouguenais le 15 juillet 1915 et morte à La Chapelle-sur-Erdre le 11 mars 2010, est une résistante et militante anarchiste et anarchosyndicaliste française. Pendant la Seconde Guerre mondiale, elle rejoint le réseau Vengeance. Après la fin de l'Occupation allemande, elle s'engage au sein de l'association de secours des déportés espagnols en URSS et au sein de la Confédération nationale du travail (CNT) française.

## Biographie
Odette Lucienne Marie Kervorc’h est d'origine bretonne, et naît à Bouguenais le 15 juillet 1915,,. Sa mère se nomme Lucie Angèle Emélie Drouet, elle est paysanne et domestique. Son père se nomme Victor Marie Kervorc’h et est forgeron et marin. Dès très jeune, elle devient anticléricale, anarchiste et féministe, s'opposant à la place révolue aux femmes dans sa société. Elle a une fille d'un syndicaliste nommé Jean-Marie Beilvert, qui est alors son époux, mais divorce et se rend à Paris.
Pendant la Seconde Guerre mondiale, elle rejoint le réseau Vengeance, « [en refusant] tout discours patriotique ». Elle rencontre ensuite un autre résistant anarchiste, déporté à Mauthausen, Josep Ester Borras (it), qu'elle épouse. Les deux organisent plus tard largement les activités de la Fédération Espagnole des Déportés et Internés Politiques (FEDIP), dont Borras est l'un des fondateurs. L'organisation vise à apporter du soutien aux déportés espagnols anti-staliniens en URSS, socialistes, anarchistes ou trotskistes. Pendant une campagne organisée en 1947 pour la FEDIP, elle rencontre Georges Altman et devient son assistante au sein du journal Franc-Tireur.
Parallèlement, elle milite au sein de la Confédération nationale du travail (CNT) et est élue secrétaire des employé.es d'Île-de-France le 26 avril 1949. Elle est aussi élue au comité de rédaction du Combat syndicaliste et y publie plusieurs articles,, comme un pour la mort de George Orwell. Kervorc'h s'implique par ailleurs dans des activités d'aide aux clandestins, notamment les anarchistes prenant le maquis.
Kervorc'h quitte Paris après la retraite de Borras et se rend avec lui à Saint-Christol-lès-Alès dans le Gard, en 1974,,. Elle y devient membre de la société des crématistes,, de la section locale de la Ligue des droits de l'homme (LDH) et du Comité de soutien aux Kurdes (CSK).
Elle meurt à La Chapelle-sur-Erdre le 11 mars 2010.

## Postérité
Les archives du couple Kervorc'h-Borras sont versées à l'Institut international d'histoire sociale (IIHS).